# Dozón (parroquia)
Dozón (llamada oficialmente Santa María de Dozón), es una parroquia española y un lugar situado en el municipio de Dozón, en la provincia de Pontevedra, Galicia.

## Otras denominaciones
La parroquia también se denomina Santa María de Dozón o Santa María P. de Dozón.

## Entidades de población
Entidades de población que forman parte de la parroquia:
- Carballo (O Carballo)
- Cardelle
- Cubelos (Covelos)
- Diz
- Dozón
- Embeande
- Mosteiro (O Mosteiro)
- Nogueiras (As Nogueiras)
- Piñeiro
- Quintá
- Revordecovo (Rebordecovo)
- Riazó

## Demografía
| Gráfica de evolución demográfica de Dozón (parroquia) entre 2000 y 2020 |
|                                                                         |
| Datos según el nomenclátor publicado por el INE.                        |

| Gráfica de evolución demográfica de Dozón (lugar) entre 2000 y 2020 |
|                                                                     |
| Datos según el nomenclátor publicado por el INE.                    |